# Calma (zoologia)
Calma Alder & Hancock, 1855 è un genere di molluschi nudibranchi, unico genere della famiglia Calmidae Iredale & O'Donoghue, 1923.

## Tassonomia
Il genere comprende le seguenti specie:
- Calma glaucoides (Alder & Hancock, 1854)
- Calma gobioophaga Calado & Urgorri, 2002